# Juhan Parts
Juhan Parts (né le 27 août 1966 à Tallinn) est un homme d'État estonien membre de l'Union pour la patrie et Res Publica (IRL).
Il entre dans la vie politique en 2002 en prenant la présidence du parti Res Publica, et le conduit à la victoire aux élections législatives de 2003, ce qui lui permet de devenir Premier ministre de l'Estonie, à la tête d'une coalition de centre droit. Il démissionne deux ans plus tard, à la suite du renversement du ministre de la Justice par le Parlement et à qui il avait lié son sort. En 2007, il revient au gouvernement en tant que ministre de l'Économie, poste qu'il occupe jusqu'en mars 2014

## Biographie

### Formation et parcours de fonctionnaire
Après avoir effectué ses études secondaires à Tallinn, il entame des études de droit à l'Université de Tartu, qu'il achève en 1991.
De 1992 à 1998, il occupe le poste de vice-secrétaire général du ministère de la Justice, puis est nommé Auditeur général (dont le rôle équivaut à la Cour des comptes française) par le président Lennart Meri.

### Adhésion à Res Publica et Premier ministre
Le 8 août 2002, il démissionne de son poste administratif et adhère à Res Publica, un parti de centre-droit récemment formé. Il en est élu président le 24 août sans opposant.
Aux législatives suivantes, le 2 mars 2003, le parti de Parts arrive en seconde position avec 24,6 % des voix et 28 sièges, derrière le Parti du centre (KE), qui obtient le même nombre de sièges. Ayant formé une coalition avec le Parti de la réforme d'Estonie (ER) et l'Union du peuple (ERL), Juhan Parts est nommé Premier ministre et forme son cabinet le 10 avril.
Juhan Parts est probablement le seul Premier ministre au monde à jouer dans un club de football, à savoir le FC Toompea de Tallinn.

### Démission
La coalition se rompt environ deux ans plus tard.
Le 21 mars 2005, l'Assemblée nationale vote une motion de défiance contre le ministre de la Justice Ken-Marti Vaher à cause de l'établissement par celui-ci d'un système de quotas pour déterminer le nombre de fonctionnaires devant être poursuivis chaque année par ministère, ce qui est ressenti par beaucoup d'Estoniens comme une purge stalinienne.
Parts ayant lié son sort à celui de Vaher, il est contraint de démissionner trois jours plus tard.

### Opposition, puis retour au pouvoir
Il est alors remplacé par Andrus Ansip, ministre libéral des Affaires économiques, qui renvoie RP dans l'opposition. Le 4 juin, il renonce à la présidence de Res Publica, qui fusionne en 2006 avec l'Union de la patrie, au sein de l'Union pour la patrie et Res Publica (IRL), à laquelle il adhère.
À la suite des élections législatives du 4 mars 2007, Andrus Ansip décide de former une coalition avec l'IRL, et Juhan Parts devient ministre des Affaires économiques et des Communications le 5 avril suivant. En 2010, il est élu vice-président de l'Union Pro Patria et Res Publica. Il est reconduit au gouvernement après les élections législatives du 6 mars 2011.

## Prix et distinctions
- Grand-croix de l'Ordre de l'Infant Dom Henri, 2003
- Grand-croix de l'Ordre du Mérite de la République italienne, 2012
- Ordre du Blason national d'Estonie de deuxième classe, 2008
- Ordre des Trois Étoiles de deuxième classe, 2012